# Каттакурган
Каттакурган (узб. Kattaqoʻrgʻon / Каттақўрғон) — місто в Узбекистані, у Самаркандському вілояті (області). Населення — 76 562 осіб (2009).

## Географія
Каттакурган розташований в долині річки Зеравшан, за 76 км на північний захід від Самарканда. Залізнична станція на лінії Ташкент — Каган.
На південь від міста знаходиться Каттакурганське водосховище, відоме як «Узбецьке море».

## Населення
| Рік                       | 1970 | 1991 | 2009 |
| Населення, тис. мешканців | 44   | 59,6 | 76,5 |

## Відомі особистості
В поселенні народилися:
- Бернацький Віктор Костянтинович (1882 — після 1939) — український фізик.
- Штипель Аркадій Мойсейович (нар. 1944) — російськомовний поет і перекладач.